# Joel Schumacher
Pour les articles homonymes, voir Schumacher.
Joel Schumacher, né le 29 août 1939 à New York et mort le 22 juin 2020 dans la même ville, est un réalisateur, producteur, scénariste, costumier et acteur américain.

## Biographie

### Jeunesse et formation
Joel T. Schumacher nait le 29 août 1939 à New York dans l'État de New York aux États-Unis. Il est le fils de Francis Schumacher, protestant d'origine allemande venant du Tennessee, et de Marian Kantoreim, juive originaire de Suède dont la famille a quitté l'Europe avant la Seconde Guerre mondiale. Son père meurt alors qu'il n'a que quatre ans.
Il suit des études artistiques à New York, notamment la Parsons The New School for Design et le Fashion Institute of Technology, puis travaille un temps pour la marque de cosmétiques Revlon.
Il débute ensuite dans l'industrie du cinéma en faisant du design de costumes pour Play It as It Lays (1972) de Frank Perry, puis enchaine notamment avec des films d'Herbert Ross et de Woody Allen. Il s'essaie ensuite à l'écriture. Il signe plusieurs scénario pour d'autres metteurs en scène à la fin des années 1970 : Sparkle (1976) de Sam O'Steen, Car Wash (1976) de Michael Schultz et The Wiz (1978) de Sidney Lumet.

### Débuts de réalisateur et révélation (années 1980)
Son premier film comme réalisateur est La Femme qui rétrécit (The Incredible Shrinking Woman) sur lequel il remplace John Landis qui avait quitté le projet en raison d'importantes baisses de budget,. Sorti en 1981, le film reçoit des critiques globalement négatives et est un échec au box-office,. Son second film, S.O.S. Taxi (1983), n'est pas mieux accueilli par la presse mais est rentable commercialement. Son premier véritable succès public survient avec son troisième long métrage, St. Elmo's Fire (1985). Il y dirige une distribution chorale menée par une jeune Demi Moore. Le cinéaste retrouve cette bande d'acteurs, le « Brat Pack », pour Génération Perdue (1987), qu'il se contente de réaliser. Cette incursion dans un registre fantastique lui permet d'enfin obtenir d'excellentes critiques.
Il s'aventure dans le registre de la comédie romantique pour Cousins (1989), où il dirige une nouvelle fois une brochette d'acteurs, avant de revenir au thriller horrifique avec L'Expérience interdite (1990), un succès commercial malgré des critiques mitigées, qui se contentent d'apprécier le sens du visuel du cinéaste. L'acteur Michael Douglas, producteur de ce carton de l'été 1990, lui demande en 1993 de mettre en scène un film où il jouera un Américain moyen ayant tout perdu, et lancé dans une auto-destruction violente et radicale de son existence : Chute libre. Sorti en 1993, c'est le second succès critique du réalisateur.

### Réalisateur à succès (années 1990)

#### Adaptations de John Grisham
Entre-temps, le réalisateur est en effet convoité par les studios pour diriger des « stars » du moment. En 1991, il met ainsi en scène le mélodrame Le Choix d'aimer avec Julia Roberts, puis, en 1995, le thriller judiciaire Le Client avec Susan Sarandon, Tommy Lee Jones et Mary-Louise Parker. Cette adaptation d'un roman de John Grisham est un immense succès critique et commercial. L'auteur demande lui-même que Schumacher s'attelle à l'adaptation de son prochain roman[réf. nécessaire]. Le Droit de tuer ? sort en 1996, avec cette fois Matthew McConaughey, Samuel L. Jackson et Sandra Bullock dans les rôles principaux. Les critiques sont globalement positives.

#### Batman
En 1995, Warner Bros. le choisit en remplacement de Tim Burton pour réaliser Batman Forever, le troisième long métrage depuis 1989 consacré à Batman. Val Kilmer succède à Michael Keaton dans le rôle-titre. La distribution comprend également Nicole Kidman en psychiatre amoureuse de l'homme-chauve-souris, mais aussi Tommy Lee Jones en Double-Face, Jim Carrey en Homme-Mystère et Chris O'Donnell en Robin. Malgré les mauvaises critiques des fans, ce troisième opus est un succès au box-office. Joel Schumacher est reconduit par le studio en 1997 pour mettre en scène le quatrième film tiré de la saga, Batman et Robin, avec cette fois George Clooney en Batman, aux côtés d'Arnold Schwarzenegger en Mr. Freeze, Uma Thurman en Poison Ivy, Alicia Silverstone en Batgirl. Le film est un échec commercial : son côté ironique, son esthétique kitsch proche du style camp et plusieurs allusions homosexuelles sont décriés par la presse et les fans. Le cinéaste présente des excuses « pour avoir tué Batman ».
La Warner avait entrepris de lui faire réaliser le cinquième épisode de la saga. Intitulé Batman Triumphant avec une distribution identique à celle de Batman et Robin à savoir George Clooney en Batman, Chris O'Donnell en Robin et Alicia Silverstone en Batgirl. Le film aurait par ailleurs dû ressusciter le Joker, accompagné de son acolyte Harley Quinn et de l'Épouvantail. Jack Nicholson a été sollicité pour reprendre le rôle du Joker, tenu dans le film de 1989, et Nicolas Cage pour incarner l'Épouvantail. Cependant, le lourd échec critique et public de Batman et Robin finit par provoquer l'abandon du projet.

### Retour contrasté (années 2000)
Le réalisateur s'éloigne d'abord des studios, en réalisant deux films indépendants, bénéficiant néanmoins de stars en têtes d'affiche : le violent thriller 8 millimètres (1999), mettant en scène un Nicolas Cage enquêtant sur un snuff movie ; puis il revient à l'écriture pour Personne n'est parfait(e) (1999), une comédie dramatique loufoque avec Robert De Niro et Philip Seymour Hoffman.
En 2000, il opère un retour en grâce en dirigeant la valeur montante Colin Farrell dans le film de guerre Tigerland. Le film lui permet de renouer avec la critique. Il enchaîne néanmoins avec deux échecs : le buddy movie Bad Company, porté par le tandem Anthony Hopkins/Chris Rock, et le thriller Veronica Guerin, avec Cate Blanchett dans le rôle-titre,.
En 2002, il retrouve Colin Farrell et Kiefer Sutherland dans le thriller minimaliste Phone Game, succès critique et commercial.
En 2004, le réalisateur dévoile Le Fantôme de l'Opéra, adaptation de la comédie musicale d'Andrew Lloyd Webber. Si le box-office est positif, les critiques sont mauvaises. C'est pour son projet suivant qu'il connait cependant un véritable flop critique : en 2007, douze ans après Batman Forever, il retrouve Jim Carrey (qui avait renoncé à Phone Game à la dernière minute) pour un thriller psychologique d'horreur, Le Nombre 23. Les critiques sont catastrophiques et éloignent Jim Carrey du cinéma dramatique pendant presque dix ans. Quant à Joel Schumacher, il se tourne vers des productions beaucoup moins exposées.

### Échecs et télévision (années 2010)
En 2009, il reste dans un registre violent et adulte pour Blood Creek, avec la valeur montante Michael Fassbender dans le rôle principal. Il dirige ensuite une bande de jeunes acteurs vedettes de productions adolescentes dans le drame choral sur la jeunesse new-yorkaise, Twelve. C'est un nouveau flop critique et commercial.
En 2011, Nicolas Cage et Nicole Kidman lui renouvellent néanmoins leur confiance pour le thriller Effraction, un nouveau flop.
En 2013, il se voit confier la réalisation des épisodes 5 et 6 de la première saison de la série politique House of Cards, très acclamée, que produit son ami David Fincher. Il s'agit de sa dernière réalisation.

### Vie personnelle
Joel Schumacher est homosexuel et milite pour les droits des gays et des lesbiennes.

### Mort
Il meurt d'un cancer à New York le 22 juin 2020, à l'âge de 80 ans,.

## Collaborations multiples
Joel Schumacher travaille régulièrement avec certains acteurs, Colin Farrell et Kiefer Sutherland sont ses deux acteurs fétiches.
Il a également eu l'occasion de diriger à deux reprises des comédiens de grande renommée parmi lesquels Tommy Lee Jones, Nicole Kidman, Julia Roberts, Nicolas Cage, Peter Stormare et Jim Carrey.
Akiva Goldsman a écrit pour lui plusieurs scénarios.
Mark Stevens s'occupe généralement du montage de ses films. Il est notamment le monteur de Batman Forever, Batman et Robin, 8 millimètres, Personne n'est parfait(e), Tigerland, Phone Game, Le Nombre 23 et Blood Creek.
Harry Gregson-Williams a composé les musiques de plusieurs de ses réalisations dont Phone Game, Veronica Guerin, Le Nombre 23 et Twelve.

## Filmographie

### Cinéma
- 1981 : La Femme qui rétrécit (The Incredible Shrinking Woman)
- 1983 : S.O.S. Taxi (D.C. Cab)
- 1985 : St. Elmo's Fire
- 1987 : Génération perdue (The Lost Boys)
- 1989 : Cousins
- 1990 : L'Expérience interdite (Flatliners)
- 1991 : Le Choix d'aimer (Dying Young)
- 1993 : Chute libre (Falling Down)
- 1994 : Le Client (The Client)
- 1995 : Batman Forever
- 1996 : Le Droit de tuer ? (A Time to Kill)
- 1997 : Batman et Robin (Batman & Robin)
- 1999 : 8 Millimètres (8mm)
- 1999 : Personne n'est parfait(e) (Flawless)
- 2000 : Tigerland
- 2002 : Bad Company
- 2002 : Phone Game (Phone Booth)
- 2003 : Veronica Guerin
- 2004 : Le Fantôme de l'Opéra (The Phantom of the Opera)
- 2007 : Le Nombre 23 (The Number 23)
- 2009 : Blood Creek
- 2010 : Twelve
- 2011 : Effraction (Trespass/Otages au Québec)
- 2011 : Man in the Mirror, court métrage

### Télévision
- 1974 : Virginia Hill (téléfilm)
- 1979 : Amateur Night at the Dixie Bar and Grill (téléfilm)
- 1985 : Code Name: Foxfire (8 épisodes)
- 1992 : 2000 Malibu Road (5 épisodes)
- 2008 : Choose or Lose (téléfilm)
- 2013 : House of Cards (2 épisodes)

### Producteur
- 1983 : Now We're Cookin, téléfilm de Noam Pitlik
- 1985 : Code Name: Foxfire, série TV
- 1986 : Slow Burn, téléfilm de Matthew Chapman
- 1992 : 2000 Malibu Road, série TV
- 1995 : The Babysitter de Guy Ferland
- 1999 : 8 Millimètres
- 1999 : Personne n'est parfait(e) (Flawless)
- 2000 : Fausses Rumeurs (Gossip) de Davis Guggenheim
- 2015 : Do Not Disturb: Hotel Horrors, série TV de Mark Marabella

### Scénariste
- 1974 : Virginia Hill (téléfilm) de lui-même
- 1976 : Sparkle de Sam O'Steen
- 1976 : Car Wash de Michael Schultz
- 1978 : The Wiz de Sidney Lumet
- 1979 : Amateur Night at the Dixie Bar and Grill (téléfilm)
- 1983 : S.O.S. Taxi (D.C. Cab) de lui-même
- 1983 : Now We're Cookin (téléfilm) de Noam Pitlik
- 1985 : St. Elmo's Fire de lui-même
- 1985 : Code Name: Foxfire (série TV)
- 1999 : Personne n'est parfait(e) (Flawless) de lui-même
- 2004 : Le Fantôme de l'Opéra (The Phantom of the Opera) de lui-même

### Costumier
- 1972 : Play It as It Lays de Frank Perry
- 1973 : Woody et les Robots (Sleeper) de Woody Allen
- 1973 : Les Choses de l'amour (Blume in Love) de Paul Mazursky
- 1973 : Les Invitations dangereuses (The Last of Sheila) de Herbert Ross
- 1975 : Le Prisonnier de la seconde avenue (The Prisoner of Second Avenue) de Melvin Frank
- 1978 : Intérieurs (Interiors) de Woody Allen

### Acteur
- 1998 : Welcome to Hollywood de Tony Markes & Adam Rifkin : lui-même.
- 2006 : Boston Justice (Boston Legal, saison 3) de David E. Kelley : juge Harvey Cooper.
- 2017 : Nightcap, épisode Guest in a Snake de Johnny Milord : lui-même.

## Box-office américain
- La Femme qui rétrécit : 20 259 961 dollars[28]
- D.C. Cab : 16 134 627 dollars[28]
- St. Elmo's Fire : 37 803 872 dollars[28]
- Génération Perdue : 32 222 567 dollars[28]
- Cousins : 39 673 162 dollars[28]
- L'Expérience interdite : 61 489 265 dollars[28]
- Le Choix d'aimer : 33 669 178 dollars[28]
- Chute libre : 40 903 593 dollars[28]
- Le Client : 92 115 211 dollars[28]
- Batman Forever : 184 031 112 dollars[28]
- Le Droit de tuer ? : 108 766 007 dollars[28]
- Batman et Robin : 107 325 195 dollars[28]
- 8 millimètres : 36 663 315 dollars[28]
- Personne n'est parfait(e) : 4 488 529 dollars[28]
- Tigerland : 139 692 dollars[28]
- Bad Company : 30 160 161 dollars[28]
- Phone Game : 46 566 212 dollars[28]
- Veronica Guerin : 1 571 504 dollars[28]
- Le Fantôme de l'Opéra : 51 268 815 dollars[28]
- Le Nombre 23 : 35 193 167 dollars[28]
- Twelve : 183 920 dollars[28]

## Postérité
En 2021, l'acteur américain Rory Culkin interprète Joel Schumacher dans la mini-série Halston, diffusée sur le service Netflix.